# Stupanj iskorištenja raznih izvora svjetlosti
Svjetlosna učinkovitost ili luminacijska efektnost (oznaka η) je fotometrijska fizikalna veličina kojom se opisuje učinak određenih frekvencija elektromagnetskih valova na ljudski osjet vida; omjer je svjetlosnog toka Фs i toka zračenja Ф, to jest:
{\displaystyle \eta ={\frac {\Phi _{s}}{\Phi }}}
Najveća je svjetlosna učinkovitost (683 lm/W) žutozelene svjetlosti, valne duljine 555 nm. Mjerna jedinica svjetlosne učinkovitosti jest lumen po vatu (lm/W).

## Stupanj iskorištenja raznih izvora svjetlosti
Stupanj iskorištenja izvora svjetlosti, za umjetnu rasvjetu, je bezdimenzionalni odnos između svjetlosnog toka (sim. Φ; jed. lm) koje emitira svjetlo i ulazne električne snage (sim. P; jed. W), koje to svjetlo troši. 
| Kategorija               | Vrsta                                                         | Ukupna luminozitetna efikasnost (lm/W) | Ukupan stupanj iskorištenja |
| ------------------------ | ------------------------------------------------------------- | -------------------------------------- | --------------------------- |
| Izgaranje                | svijeća                                                       | 0,3                                    | 0,04%                       |
| Izgaranje                | stare ulične plinske svjetiljke                               | 1–2                                    | 0,15–0,3%                   |
| električna žarulja       | 100–200 W vofram električna žarulja (230 V)                   | 13,8–15.2                              | 2,0–2,2%                    |
| električna žarulja       | 100–200–500 W halogena volfram žarulja (230 V)                | 16,7–17.6–19.8                         | 2,4–2,6–2,9%                |
| električna žarulja       | 5–40–100 W vofram električna žarulja (120 V)                  | 5–12,6–17.5                            | 0,7–1,8–2,6%                |
| električna žarulja       | 2,6 W halogena volfram žarulja (5,2 V)                        | 19,2                                   | 2,8%                        |
| električna žarulja       | volfram kvarc halogena (12–24 V)                              | 24                                     | 3,5%                        |
| električna žarulja       | fotografske i projekcione svjetiljke                          | 35                                     | 5,1%                        |
| Svjetleća dioda - LED    | bijela LED (sirova, bez napajanja)                            | 4,5–150                                | 0,66–22,0%                  |
| Svjetleća dioda - LED    | 4,1 W LED Edisonov navoj (120 V)                              | 58,5–82,9                              | 8.6–12.1%                   |
| Svjetleća dioda - LED    | 6,9 W LED svjetiljka s navojem (120 V)                        | 55,1–81,9                              | 8,1–12,0%                   |
| Svjetleća dioda - LED    | 7 W LED PAR20-par.al.reflektor (120 V)                        | 28,6                                   | 4,2%                        |
| Svjetleća dioda - LED    | 8,7 W LED svjetiljka s navojem (120 V)                        | 69,0–93,1                              | 10,1–13,6%                  |
| Svjetleća dioda - LED    | Teoretska granica                                             | 260,0–300,0                            | 38,1–43,9%                  |
| Lučna svjetiljka         | ksenon lučna svjetiljka                                       | 30–50                                  | 4,4–7,3%                    |
| Lučna svjetiljka         | živa-ksenon lučna svjetiljka                                  | 50–55                                  | 7,3–8,0%                    |
| Fluorescentna svjetiljka | T12 cijev s magnetskom prigušnicom                            | 60                                     | 9%                          |
| Fluorescentna svjetiljka | 9–32 W štedna žarulja                                         | 46–75                                  | 8–11,45%                    |
| Fluorescentna svjetiljka | T8 cijev s elektronskom prigušnicom                           | 80–100                                 | 12–15%                      |
| Fluorescentna svjetiljka | PL-S 11W U-cijev s tradicionalnom prigušnicom                 | 82                                     | 12%                         |
| Fluorescentna svjetiljka | T5 svjetiljka                                                 | 70–104,2                               | 10–15,63%                   |
| Fluorescentna svjetiljka | Spiralna cijev s elektronskom prigušnicom                     | 114-124,3                              | 15–18%                      |
| Tinjalica                | 1400 W sumporna svjetiljka                                    | 100                                    | 15%                         |
| Tinjalica                | metalna halidna svjetiljka                                    | 65–115                                 | 9,5–17%                     |
| Tinjalica                | Natrijeva svjetiljka s visokim pritiskom                      | 85–150                                 | 12–22%                      |
| Tinjalica                | Natrijeva svjetiljka s niskim pritiskom                       | 100–200                                | 15–29%                      |
| Katodnaluminescencija    | elektronski stimulirana luminescencija                        | 30                                     | 5%                          |
| Idealni izvor            | usječeno 5800 K crno tijelo                                   | 251                                    | 37%                         |
| Idealni izvor            | Zeleno svjetlo kod 555 nm (maksimalno moguća iskoristljivost) | 683,002                                | 100%                        |